# Weidmühle (Dorfen)
Weidmühle ist ein Gemeindeteil der Stadt Dorfen im oberbayerischen Landkreis Erding.

## Lage
Die Einöde Weidmühle liegt an der Goldach, 200 m nördlich der Autobahn A 94 auf der Gemarkung Schwindkirchen sechs Kilometer südöstlich von Dorfen. Unmittelbar östlich schließt sich die Freifeld-Photovoltaikanlage des etwa 160 × 90 m großen Solarparks Goldach an.

## Bevölkerungsentwicklung
Um 1871 gab es in Weidmühle sechs Einwohner. Im Mai 1987 lebten dort elf Einwohner in zwei Wohngebäuden. Die Einöde ist der Firmensitz eines großen Kühlhauses und einer Spedition.
| Jahr      | 1871 | 1925 | 1950 | 1970 | 1987 |
| Einwohner | 6    | 12   | 12   | 11   | 11   |